# Marilyn Baptiste
Marilyn Baptiste, es una líder y ambientalista canadiense.
Es cofundadora de Mujeres de las Primeras Naciones Abogar Minería Responsable (FNWARM). Lideró a su comunidad para impedir un gran proyecto minero que amenazaba con destruir el Lago Fish. Ganadora del premio Premio Medioambiental Goldman en 2015, ese año también ganó la hondureña Berta Cáceres.